# Festival du film de Sarajevo 2025
Le Festival du film de Sarajevo 2025, la 31e édition du festival, se déroule du 15 au 22 août 2025.

## Déroulement et faits marquants
Le jury est annoncé en juillet 2025 : Sergueï Loznitsa en est le président.
La sélection est annoncée en juillet 2025.
Le réalisateur italien Paolo Sorrentino et l'acteur suédois Stellan Skarsgård reçoivent un Cœur de Sarajevo d'honneur,.

## Jury

### Compétition des films de fiction
- Sergueï Loznitsa (président du jury), réalisateur  Ukraine
- Dragan Mićanović (en), acteur  Serbie
- Emanuel Pârvu, réalisateur  Roumanie
- Ena Sendijarević, réalisatrice  Bosnie-Herzégovine  Pays-Bas
- Tricia Tuttle, directrice du Festival de Berlin  États-Unis

## Sélection

### Compétition des films de fiction
- Otter (en) de Srđan Vuletić (en)  Monténégro  Bosnie-Herzégovine  Italie  Croatie  Kosovo
- Stars of Little Importance (Minden Csillag) de Renátó Olasz (hu)  Hongrie
- Yugo Florida de Vladimir Tagić  Serbie  Bulgarie  France  Croatie  Monténégro
- DJ Ahmet (en) de Georgi M. Unkovski  Macédoine du Nord  Tchéquie  Serbie  Croatie
- Fantasy (en) de Kukla Kesherovic (sl)  Slovénie  Macédoine du Nord
- God Will Not Help (en) de Hana Jušić  Croatie  Italie  Roumanie  Grèce  France  Slovénie
- Sorella Di Clausura (en) de Ivana Mladenović (pl)  Roumanie  Serbie  Italie  Espagne
- White Snail (de) de Elsa Kremser (de) et Levin Peter (de)  Autriche  Allemagne
- Wind, Talk to Me (en) de Stefan Djordjevic  Serbie  Slovénie  Croatie

## Palmarès
- Cœur de Sarajevo du meilleur film :
- Cœur de Sarajevo du meilleur réalisateur :
- Meilleure actrice :
- Meilleur acteur :